# نویفارن بای فرایزینگ
نویفارن بای فرازینگ (به آلمانی: Neufahrn bei Freising) یک شهر در آلمان است که در بایرن واقع شده‌است.

## خصوصیات
نویفارن بای فرازینگ ۴۵٫۵۱ کیلومترمربع مساحت دارد ۴۶۴ متر بالاتر از سطح دریا واقع شده‌است.

## نگارخانه

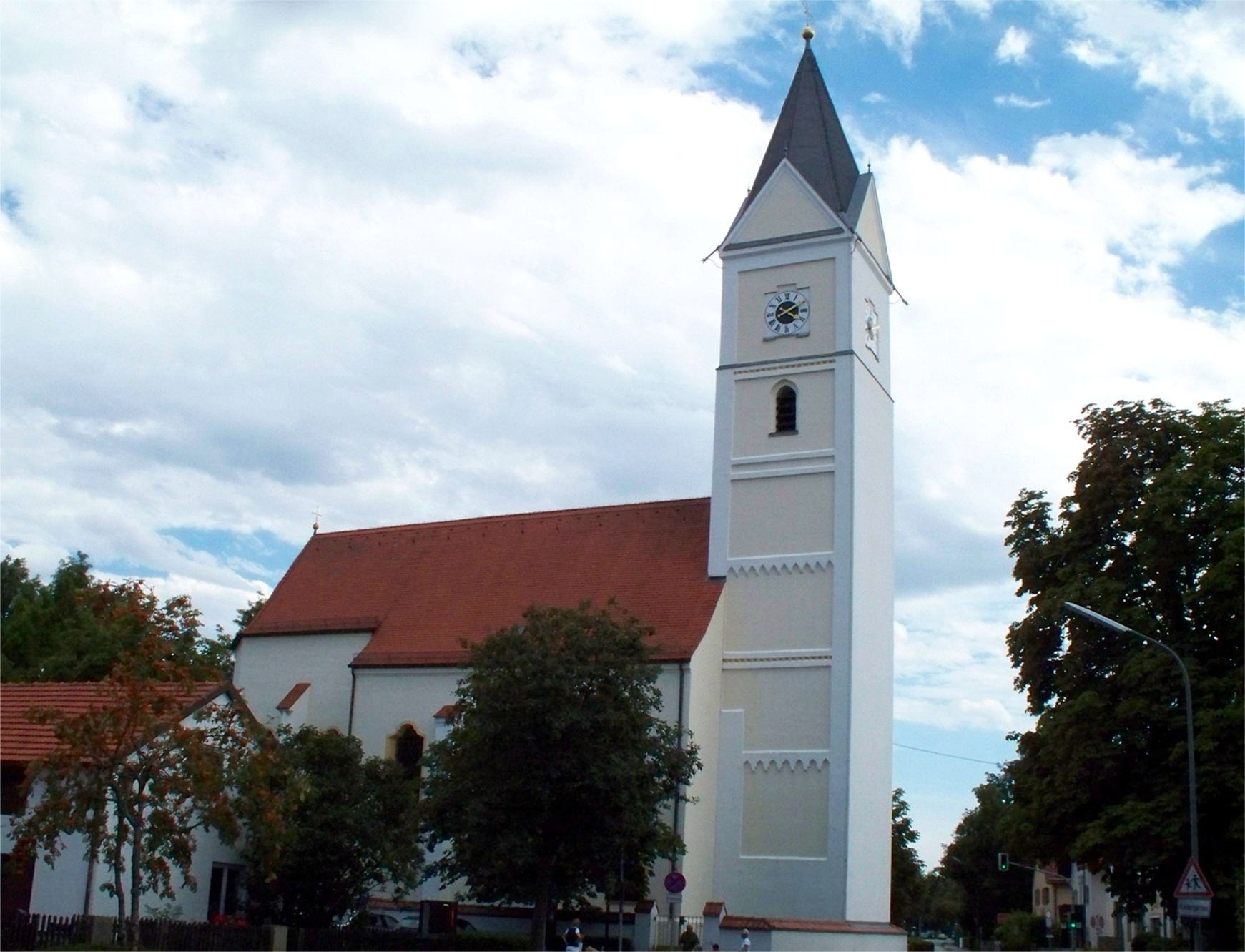
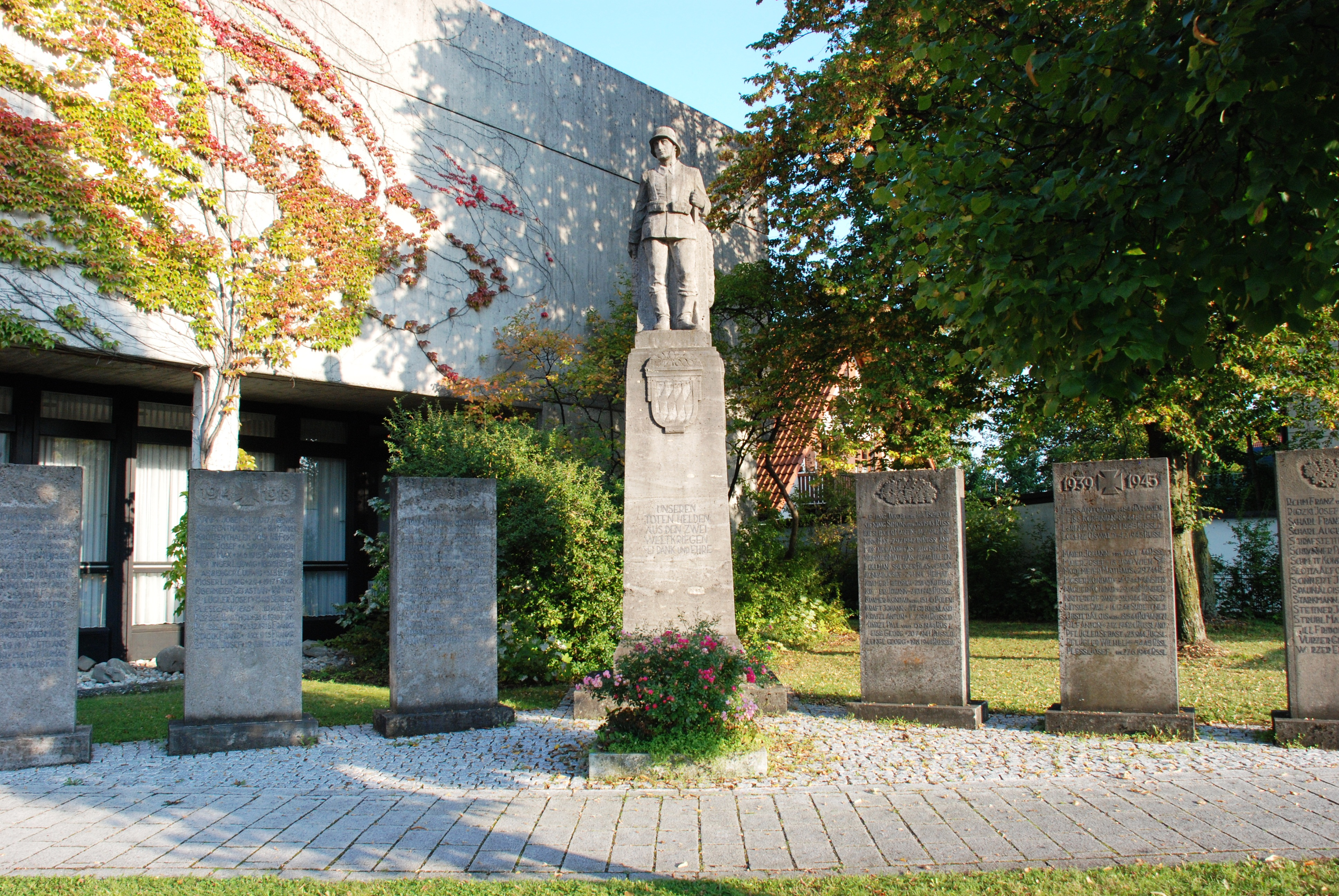